# Яблучний пиріг
Яблучний пиріг — це фруктовий пиріг із яблучною начинкою. Найперший друкований рецепт походить з Англії. Яблучний пиріг часто подають зі збитими вершками, морозивом або сиром чеддер. Як правило, це подвійний корж, із тістом зверху і знизу начинки; верхній корж може бути суцільним або решітчастим (зітканим із поперечних смуг). Нижню скоринку можна випікати окремо («сліпа випічка»), щоб вона не розмокла. Глибокий яблучний пиріг часто має лише верхню скоринку. Тарт Татен запікають зі скоринкою зверху, але подають із нею внизу.
Яблучний пиріг є неофіційним символом Сполучених Штатів і однією з їхніх страв комфорту.

## Інгредієнти
Яблучний пиріг можна приготувати з різних сортів яблук. Фрукти для пирога можуть бути свіжими, консервованими або сушеними. У минулому сушені або консервовані яблука брали тоді, коли свіжі фрукти були недоступні. Основними інгредієнтами для начинки є цукор, вершкове масло, загущувач, як-от кукурудзяний крохмаль, і кислотний інгредієнт, такий як лимонний сік. Спеції можна додавати за смаком, найчастіше корицю, іноді мускатний горіх. Лимонний сік використовують, аби яблука не окислилися при мацерації начинки. Багато старих рецептів вимагають використання меду замість дорогого на той час цукру.

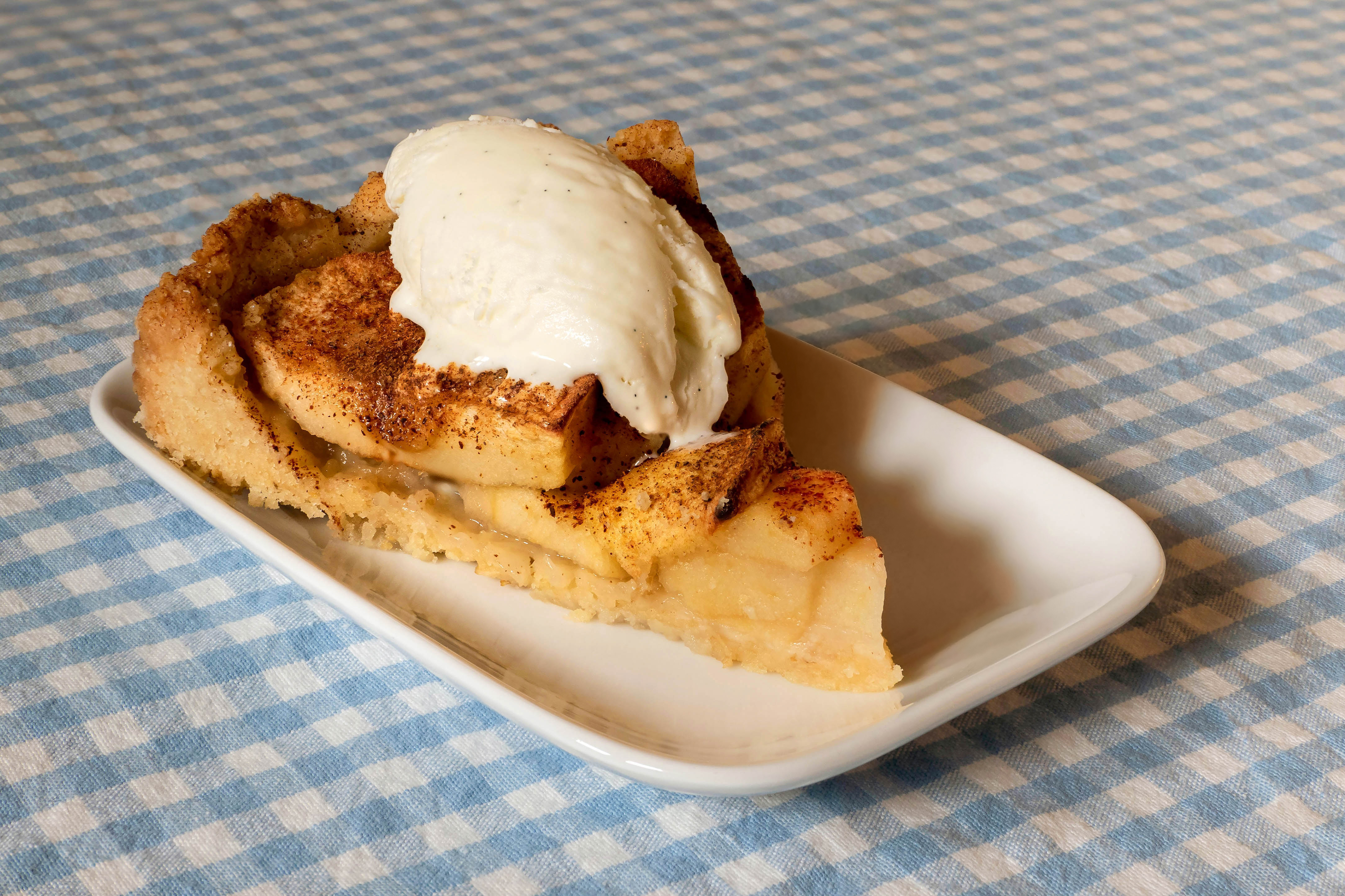
Порція яблучного пирога з ванільним морозивом

Яблучний пиріг часто подають à la mode, тобто з морозивом. В іншому стилі подачі зверху або біля порції готового пирога кладуть шматочок гострого сиру чеддер. Яблучний пиріг із чеддером популярний у США на Середньому Заході та в Новій Англії, зокрема у Вермонті, де його вважають державною стравою.

## Англійський стиль

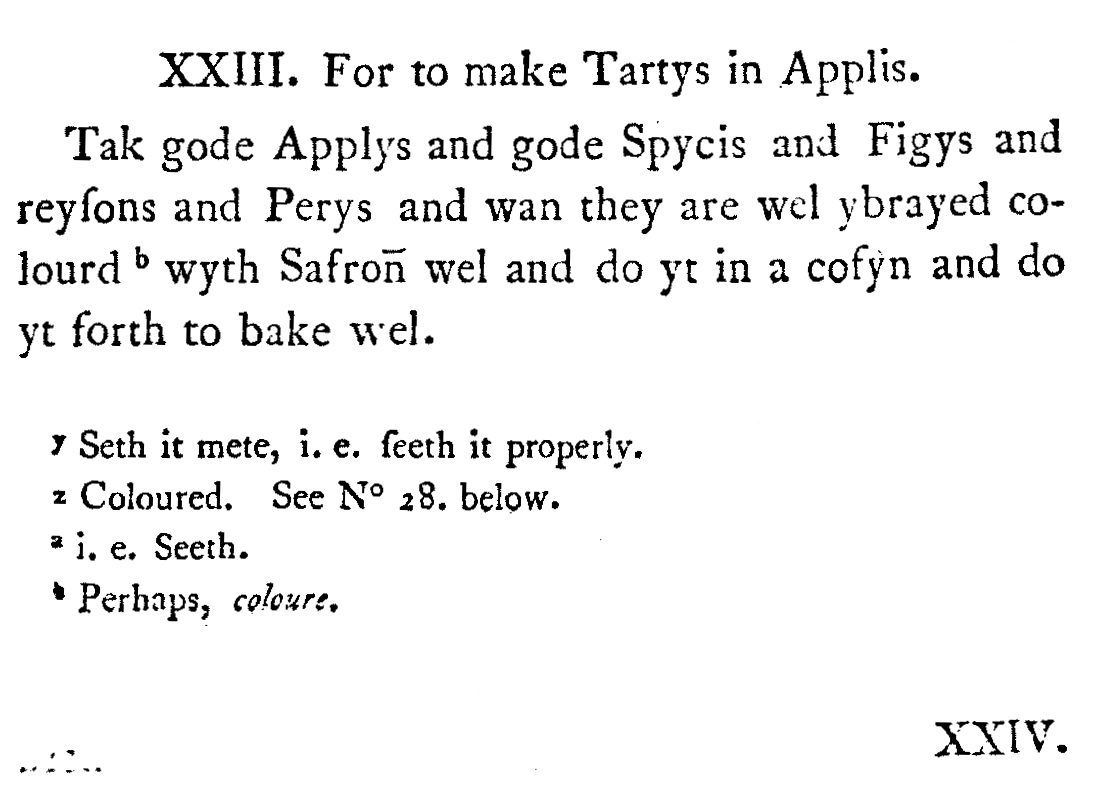
Рецепт 14 століття

Збірник рецептів XIV століття Forme of Cury містить рецепт, який включає «хороші яблука, хороші спеції, інжир, родзинки та груші в cofyn [оболонці з тіста]». Шафран забарвлює начинку.
В англомовних країнах яблучний пиріг, який часто вважають комфортною їжею, є популярним десертом, який їдять гарячим або холодним, окремо або з морозивом, кремом або заварним кремом. Яблучні пироги часто продають у вигляді міні-версій у мультиупаковках.

## Голландський стиль

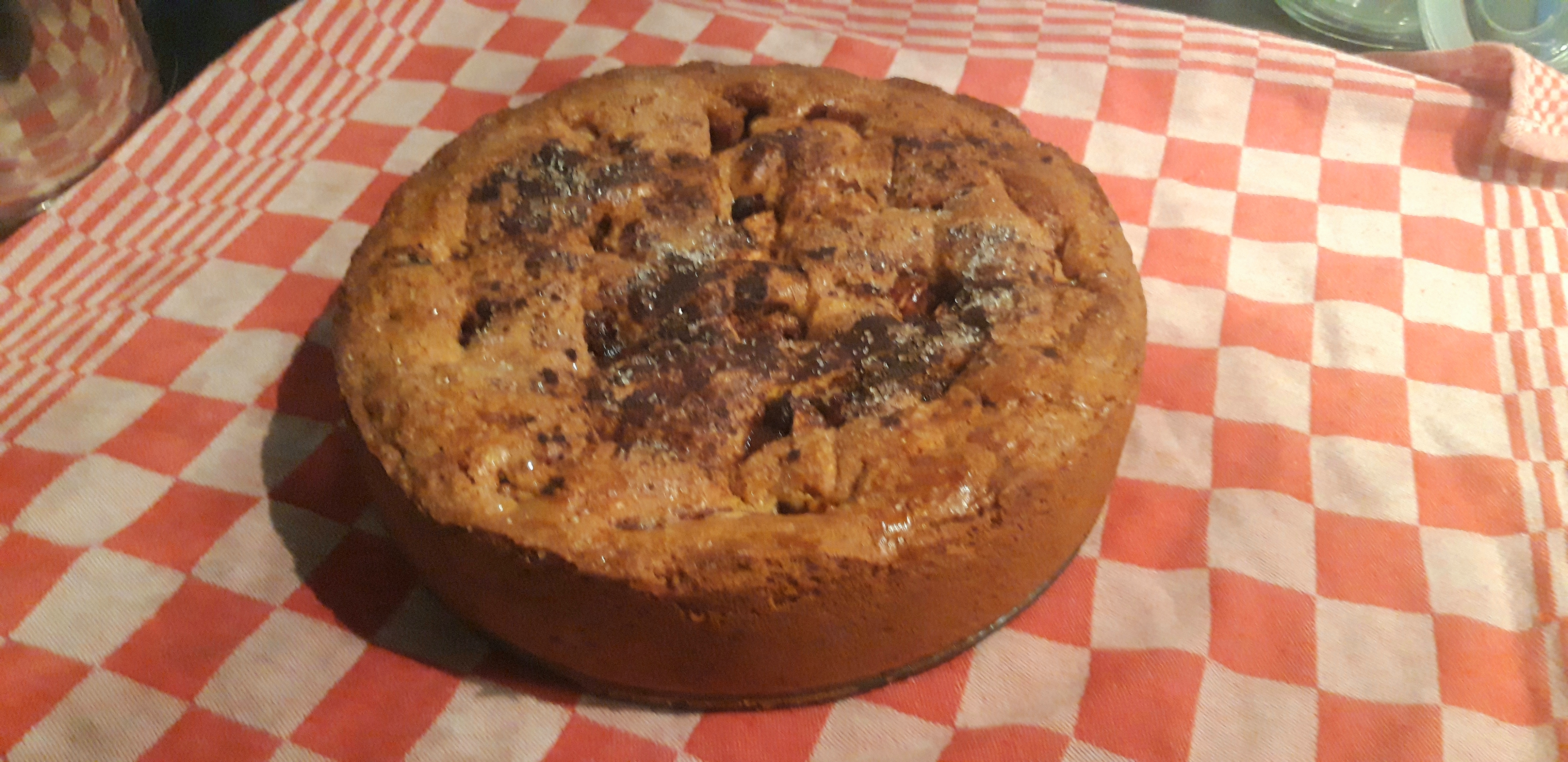
Голландський яблучний пиріг

Рецепти голландського яблучного пирога сягають корінням у Середньовіччя. Рання кулінарна книга голландською мовою 1514 року Een notabel boecxken van cokeryen («Значна маленька кулінарна книга»), надрукована в Брюсселі Томасом ван дер Нутом — можливо, він також був її автором, — документує рецепт Appeltaerten (сучасною голландською Appeltaarten значить «яблучні пироги»).
Цей ранній рецепт був простим, вимагав лише стандартну скоринку для пирога, скибки особливо м'яких яблук із видаленою шкіркою та насінням і den selven deeghe daer die taerte af ghemaect es (більше того самого тіста) зверху. Потім його випікали в типовій голландській печі. Після випікання верхню скоринку (окрім країв) вирізали з середини, після чого скибки яблук потенційно пропускали через сито, перш ніж пиріг перемішували дерев'яною ложкою. На цьому етапі книга рекомендує додати до пирога декілька спецій, а саме: кардамон, імбир, корицю, мускатний горіх, гвоздику, мускатну муку та цукрову пудру. Нарешті, після змішування інгредієнтів для пирога з вершками його знову ставлять у духовку для висихання.
Традиційний голландський яблучний пиріг має два варіанти: крихта (appelkruimeltaart) і решітка (appeltaart). Обидва рецепти відрізняються тим, що вони зазвичай вимагають додавання ароматизаторів кориці та лимонного соку та відрізняються текстурою, а не смаком. Окрім яблук і цукру, голландські яблучні пироги можуть включати такі інгредієнти, як вершкове масло, родзинки та мигдалеву пасту.
Основа голландського яблучного пирога — скоринка знизу і по краях. Потім цю скоринку наповнюють шматочками або скибочками яблук, як правило, хрустких і злегка терпких сортів, таких як Бель де Боскуп або Ельстар. Зазвичай до яблучної начинки додають корицю і цукор. Поверх начинки пасма тіста накривають пиріг у вигляді решітки, утримуючи начинку на місці, але залишаючи її видимою, або покривають пиріг крихтами. Його можна їсти теплим або холодним, іноді з дрібкою збитих вершків або ванільного морозива.

## В американській культурі

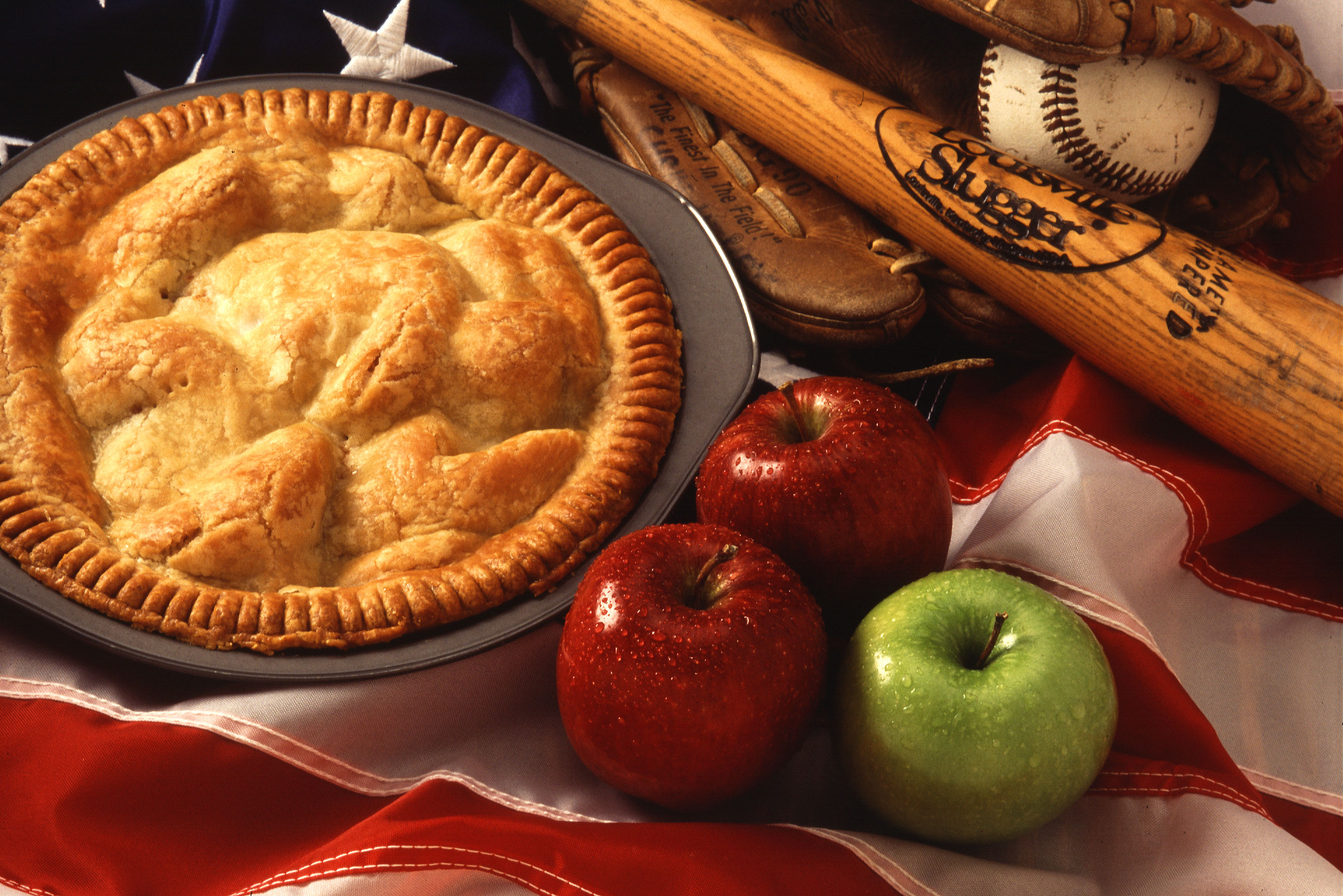
Яблучний пиріг є одним із багатьох символів американської культури

Протягом XVII та XVIII століть англійці, голландці та шведи привезли до колоній страву яблучного пирога. Так само, вони культивували яблука європейських сортів, завезених через Атлантику; до колонізації в Америці не було інших яблунь, окрім яблуні дикої, яка дає дуже дрібні та кислі плоди.
Тим часом колоністи частіше готували свої пироги з м'яса, а не з фруктів; з яблук в основному робили сидр. Однак є рукописні та друковані рецепти американського яблучного пирога з XVIII століття, і з того часу він став дуже популярним десертом. Сорти яблунь зазвичай розмножують щепленням, як клони, але в Новому Світі більш популярним стало висаджування з насіння, і це швидко призвело до виведення сотень нових місцевих сортів.
Яблучний пиріг був поширеною їжею в XVIII столітті в Делавері. Як зазначив історик Нової Швеції доктор Ізраїль Акрелій у своєму листі: «Яблучний пиріг вживають цілий рік, а коли свіжих яблук більше немає, використовують сушені. Це вечірня їжа дітей».
Підробний яблучний пиріг (англ. mock apple pie) із крекерів, ймовірно, винайшли для використання на борту кораблів; він був відомий Британському королівському флоту ще 1812 року. Найперші відомі опубліковані рецепти підробного яблучного пирога датуються довоєнним періодом 1850-х років. У 1930-х роках і протягом багатьох років після цього компанія Ritz Crackers рекламувала рецепт підробного яблучного пирога, використовуючи свій продукт разом із цукром і різними спеціями.
Яблучний пиріг був однією зі страв, які офіцери армії Род-Айленда їли на святкування Дня незалежності США під час облоги Пітерсберга.
Незважаючи на те, що яблучний пиріг їли в Європі задовго до європейської колонізації Америки, у дев'ятнадцятому і двадцятому століттях він став символом американського процвітання і національної гордості. Газетна стаття, опублікована 1902 року, заявляла, що «жодних людей, які їдять пироги, не можна остаточно знищити». Страву згадували у фразі «за маму та яблучний пиріг» — нібито стандартна відповідь американських солдатів у Другій світовій війні, коли журналісти запитували, чому вони йдуть на війну.
Сучасні американські рецепти яблучного пирога зазвичай вказують на випічку діаметром 9 дюймів на рифленій тарілці з яблучною начинкою, приправленою корицею, мускатним горіхом і лимонним соком. Вона може мати або не мати решітки або вирізаних форм зверху. Кожен п'ятий опитаний американець (19%) віддає перевагу яблучному пирогу над усіма іншими, потім іде гарбузовий (13 %) і пекановий (12%).
Неінкорпорована територія Пай-Таун, Нью-Мексико, названа на честь яблучного пирога.